# Lista de deputados estaduais do Acre da 15.ª legislatura
Esta é a lista de deputados estaduais do Acre para a legislatura 2019–2023. Nas eleições estaduais no Acre em 2018, em 7 de outubro, foram eleitos 24 deputados, dos quais 12 foram reeleitos.

## Composição das bancadas
| Partido      | Líder                              | Bancada | Posição      |
| ------------ | ---------------------------------- | ------- | ------------ |
| PP           | Gehlen Diniz                       | 3 / 24  | Governo      |
| MDB          | Roberto Duarte                     | 3 / 24  | Governo      |
| PSB          | Dr. Janilson Leite                 | 2 / 24  | Independente |
| PT           | Jonas Lima                         | 2 / 24  | Oposição     |
| PODE         | Josa da Farmácia                   | 2 / 24  | Governo      |
| PSDB         | Luiz Gonzaga Alves                 | 2 / 24  | Governo      |
| PL           | Pastor Wagner Felipe               | 2 / 24  | Governo      |
| PROS         | Maria Antônia Pinheiro             | 1 / 24  | Independente |
| PCdoB        | Edvaldo Magalhães                  | 1 / 24  | Oposição     |
| Republicanos | Dra. Juliana Rodrigues de Oliveira | 1 / 24  | Governo      |
| DEM          | Antônio Pedro Mendonça             | 1 / 24  | Governo      |
| PSL          | Whendy Lima                        | 1 / 24  | Governo      |
| PTB          | Marcus Cavalcante                  | 1 / 24  | Governo      |
| PDT          | José Luís Schafer (Tchê)           | 1 / 24  | Governo      |
| Sem partido  | Nenem Almeida                      | 1 / 24  | Independente |

## Deputados Estaduais
| Nome                     | Partido      | Coligação                  | Votos nominais | Notas                   | Ref   |
| ------------------------ | ------------ | -------------------------- | -------------- | ----------------------- | ----- |
| Meire Serafim            | MDB          | PSD - MDB                  | 10.349         |                         | [ 1 ] |
| Roberto Duarte           | MDB          | PSD - MDB                  | 9.405          |                         | [ 1 ] |
| Antonia Sales            | MDB          | PSD - MDB                  | 9.139          |                         | [ 1 ] |
| Gehlen Diniz             | PP           | PP - PMN - PPS - PTC - PR  | 8.479          |                         | [ 1 ] |
| Dr. Jenilson Leite       | PSB          | PT - PC do B               | 8.253          | Eleito pelo PCdoB       | [ 1 ] |
| Maria Antonia            | PROS         | PROS - PODE - PRB          | 7.793          |                         | [ 1 ] |
| Nicolau Júnior           | PP           | PP - PMN - PPS - PTC - PR  | 7.509          |                         | [ 1 ] |
| Jonas Lima               | PT           | PT - PC do B               | 7.322          |                         | [ 1 ] |
| Manoel Moraes            | PSB          | Sem coligação proporcional | 7.135          |                         | [ 1 ] |
| Edvaldo Magalhães        | PCdoB        | PT - PC do B               | 6.662          |                         | [ 1 ] |
| Daniel Zen               | PT           | PT - PC do B               | 6.616          |                         | [ 1 ] |
| Josa da Farmácia         | PODE         | PROS - PODE - PRB          | 6.412          |                         | [ 1 ] |
| Dra. Juliana Rodrigues   | Republicanos | PROS - PODE - PRB          | 5.990          |                         | [ 1 ] |
| José Bestene             | PP           | PP - PMN - PPS - PTC - PR  | 5.113          |                         | [ 1 ] |
| Antônio Pedro            | DEM          | PSDB - DEM                 | 5.021          |                         | [ 1 ] |
| Luiz Gonzaga             | PSDB         | PSDB - DEM                 | 4.369          |                         | [ 1 ] |
| Nenem Almeida            | Sem partido  | Sem coligação proporcional | 4.113          | Eleito pelo SD          | [ 1 ] |
| Whendy Lima              | PSL          | PSL - PATRI - PSC          | 4.058          |                         | [ 1 ] |
| Marcus Cavalcante        | PTB          | Sem coligação proporcional | 4.044          |                         | [ 1 ] |
| Fagner Calegário         | PL           | PSOL - PV - PRP - PPL      | 3.731          | Eleito pelo PV          | [ 1 ] |
| Sargento Cadmiel Bomfim  | PSDB         | PSDB - DEM                 | 3.637          |                         | [ 1 ] |
| Pastor Wagner Felipe     | PL           | PP - PMN - PPS - PTC - PR  | 3.568          | O partido se chamava PR | [ 1 ] |
| José Luís Schafer (Tchê) | PDT          | Sem coligação proporcional | 3.429          |                         | [ 1 ] |
| Chico Viga               | PODE         | PMB - PHS                  | 3.382          | Eleito pelo PHS         | [ 1 ] |